# 成田英文
成田 英文（なりた ひでふみ、1964年（昭和39年）は、日本の声楽家（テノール）、テノール歌手、音楽教育者、演奏会プロデューサー、舞台演出家。

## 経歴
1964年（昭和39年）宮城県美里町出身。美里町立小牛田中学校、宮城県古川高等学校卒業。1987年東京芸術大学音楽学部声楽科卒業。ロドルフォ・リッチ、ブルーノ・ペラガッティ、マンフレーディ・アルジェント、ロゼッタ・エリー、ピエール・ミランダ・フェッラーロ、須賀靖和。また、フランス・オペラをパリ・オペラ座のジャニーヌ・ライスに師事。
1986年（昭和61年）大学4年時にヘンデルの「メサイア」のテノール・ソロを歌いデビュー。翌年、スメタナの歌劇「売られた花嫁」で主役のイェニーク役を歌いオペラ・デビューをした。
1989年（平成元年）イタリアに渡り、ミラノの「カーザ・ヴェルディ」で、コンサート初出演。イタリアでコンクールに多数入賞。
1997年（平成9年）リヨン国立歌劇場のメンバーとなる。

## 代表的な出演歴

### オペラ
- 1990年（ドイツ）フュルト市立劇場に於いて、プッチーニの歌劇「蝶々夫人」でゴロー役を歌う。
- 1992年（イタリア）「蝶々夫人」の他に、モーツァルトの歌劇「フィガロの結婚」、歌劇「コシ・ファン・トゥッテ」、ロッシーニの歌劇「セビリアの理髪師」、ドニゼッティ の歌劇「ピグマリオーネ」、歌劇「ドン・パスクアーレ」等に出演。
- 1993年（フランス）ニース市立歌劇場でサン・サーンスの歌劇「サムソンとダリラ」に出演。その後、同歌劇場でヴェルディの歌劇「二人のフォスカリ」、グルックの歌劇「アルセスト」、ムソルグスキーの歌劇「ボリス・ゴドノフ」に出演。
- 1997年 リヨン国立歌劇場のメンバーとなる。ガブリエリ、メンデルスゾーン、ヴォーン・ウィリアムス、リゲティ、プラウリニュシュ、ラフマニノフ等の作品に於いてソロを歌う。

### コンサート
- ヘンデルの「メサイア」
- ハイドンの「スターバト・マーテル」
- ダストルガの「スターバト・マーテル」
- Ｃ.ジョルダーノの「モテット・イ ン・パストラーレ」
- Ｆ.Ｐ.リッチの「ディエス・イレ」
- トスティの生地オルトーナでのコンサート、ローマでガラ・コンサート、ミラノでリサイタル

### 放送
- ベートーベン→「交響曲第９番」 in 『題名のない音楽会』（テレビ朝日）
- プッチーニ→歌劇「蝶々夫人」 in ヴァイデン、ドイツ
- コンサート in クーネオ、イタリア（Radio Piemontese
- ダストルガ→「スターバト・マーテル」
- Radio Vaticana, WPRB, Princeton Broadcasting Service
- ヴェルディ→歌劇「二人のフォスカリ」 in ニース、フランス（France Musique）
- モーツァルト→「ミサ・ブレヴィス Ｋ１４０」 in ニース、フランス（France Culture）
- モーツァルト→「戴冠式ミサ Ｋ３１７」 in ニース、フランス（Nice 40）
- ショスタコーヴィチ：喜歌劇「モスクワ、チェリョームシュキ」 in リヨン、フランス
- France Musique, Arte Live Web, Mezzo, Mezzo Live HD, France 2, NHK BShi
- プッチーニ→歌劇「外套」 in リヨン、フランス（France Musique）
- シュトラウス→喜歌劇「こうもり」 in リヨン、フランス（France Musique）
- ブリテン→歌劇「ヴェニスに死す」 in リヨン、フランス（France Musique）
- プロコフィエフ→歌劇「賭博者」 in リヨン、フランス（France Musique）
- プーランク→歌劇「ティレジアスの乳房」 in リヨン、フランス（Mezzo, Mezzo Live HD）
- プーランク→歌劇「ティレジアスの乳房」 in パリ、フランス（France Musique）
- オッフェンバック→喜歌劇「ニンジン王」 in リヨン、フランス
- France 3, Culturebox, France Musique, TV5 Monde, Mezzo, Mezzo Monde
- ショスタコーヴィチ→歌劇「ムツェンスク郡のマクベス夫人」 in リヨン、フランス
- Mezzo Live HD, France 2, Culturebox, France Musique
- シュレーカー→歌劇「烙印を押された人々」 in リヨン、フランス
- The Opera Platform, Arte Concert
- オッフェンバック→喜歌劇「青ひげ」 in リヨン、フランス（ClutureBox, france.tv）
- ダストルガ→「スターバト・マーテル」（Classical Discoveries, June 2019）

## 受賞歴
- スーザ声楽コンクールに於いて最優秀テノール賞。
- ジェノヴァのスパツィオ・ムジカ国際声楽コンクールに於いてオペラ部門第１位。
- ピサのカシナリリカ国際声楽コンクールに於いて二重唱部門第２位入賞。
- レカナーティのベニアミーノ・ジーリ協会やヴァレーゼのフランチェスコ・タマーニョ協会他より表彰。